# Moskauer Staatliches Luftfahrtinstitut

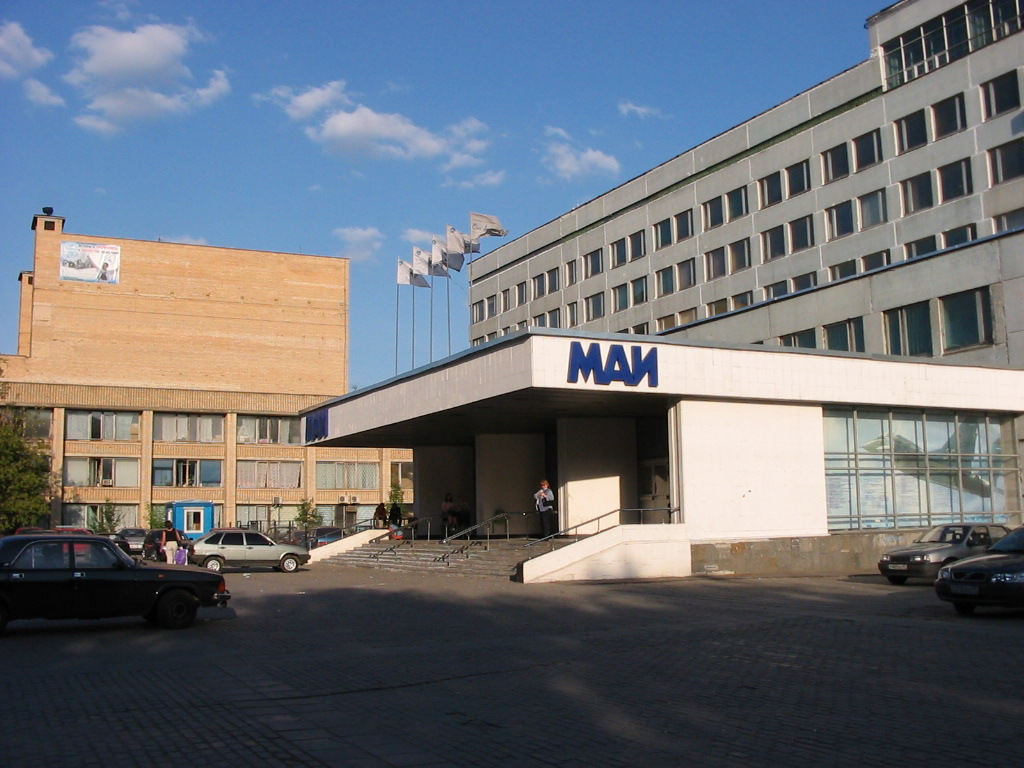
Das MAI, 2004

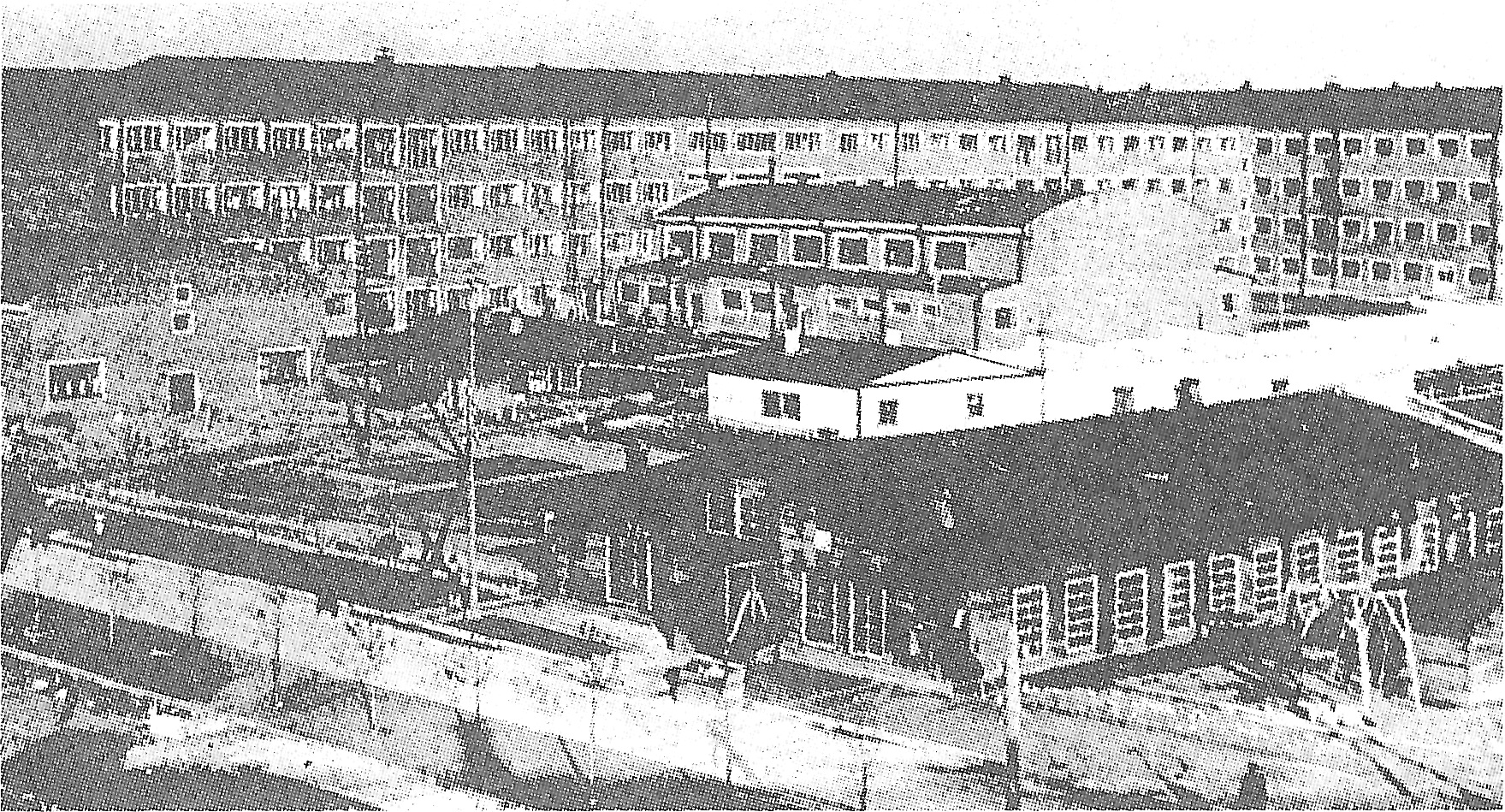
Das MAI, 1935

Das Staatliche Luftfahrtinstitut Moskau (Nationale Forschungsuniversität Russlands) (auch Russische Universität für Luft- und Raumfahrt, russisch Московский авиационный институт) ist eine Universität in Moskau. Während der sowjetischen Ära trug es den Beinamen Sergo Ordschonikidse.

## Entwicklung
Die Gründung erfolgte am 29. August 1930 in Moskau als Zusammenschluss mehrerer Luftfahrt-Institute. Ziel war es, die Ausbildung und Lehre in der sowjetischen Luftfahrt zu verbessern und insbesondere die theoretischen Erkenntnisse, die am ZAGI gewonnen wurden, auch in die Praxis einfließen zu lassen.
Die bekanntesten Professoren des Institutes waren Andrei Nikolajewitsch Tupolew, Artjom Iwanowitsch Mikojan und Alexander Sergejewitsch Jakowlew sowie Karlen Abgarjan.
Im Laufe der Zeit kamen immer mehr Studiengänge hinzu. Stand zunächst die Ausbildung für Ingenieure für den Flugzeug- und Flugmotorenbau im Vordergrund, so kamen bald wirtschaftliche Studiengänge hinzu. Anfang der 1940er Jahre wurden Studiengänge für Fluginstrumentierung und Flugzeugausrüstung geschaffen. In den 1960er Jahren kamen spezielle Studiengänge für die Raumfahrt hinzu. Zurzeit werden mit Nebenstudiengängen 54 Fachrichtungen angeboten.
Über hunderttausend Studenten studierten bislang dort. Am Institut arbeiteten im Jahr 2004 2.000 Professoren und Tutoren, die zusammen mit 4.000 Angestellten 14.000 Studenten betreuten und ausbildeten.
Rektor ist Michail Aslanowitsch Pogosjan.

## Studium
Das Studium wird sowohl in einer Tagesform als auch in einer Abendform angeboten. In Tagesform dauert das Studium 5 Jahre, wobei an 6 Monaten im Jahr unterrichtet wird. Die Abendform dauert ebenfalls 5 Jahre, allerdings wird in 10 Monaten im Jahr unterrichtet. Das Studium ist für Bewohner Russlands kostenfrei. Ausländische Studenten müssen eine Studiengebühr von 4.000–5.000 $ pro Jahr bezahlen.

## Besondere Einrichtungen
Die Bibliothek hat einen Bücherbestand von fast drei Millionen Exemplaren, dieser ist auf die Studiengänge abgestimmt. Neben dem Bücherverleih gibt es eine Bestandsbibliothek, in der man mit Enzyklopädien, Referenzwerken und auch speziellen Wörterbüchern arbeiten kann. Ein Teil der Exemplare ist zweisprachig. Die Benutzung ist für Studenten kostenfrei. Das Institut verfügt über ein eigenes Hotel, das in Appartements Ein- und Zweibettunterbringungen zur Verfügung stellt. Der Fußweg zum Institut beträgt in der Regel nicht mehr als 30 Minuten. Ebenfalls auf dem Gelände des Instituts befindet sich eine medizinische Abteilung mit angeschlossener Krankenstation. Studenten haben die Möglichkeit, zu günstigen Konditionen Fliegen zu lernen. Darüber hinaus werden Tanz- und Kampfsportkurse angeboten. Es stehen neben einem Kreativzentrum auch fünf Turnhallen zur Verfügung.

## Sport
Die Universität verfügt über einen eigenen Sportklub, den Sportverein des Moskauer Luftfahrtinstituts (MAI Moskau, russ. Спортивный клуб Московского авиационного института, kurz СК "МАИ"). International am bekanntesten ist die Handballsparte. Die Handballer des MAI Moskau wurden siebenmal sowjetischer Meister und gewannen den 1972/73 den Europapokal der Landesmeister sowie 1976/77 den Europapokal der Pokalsieger.